# 志崎樺音
志崎 樺音（しざき かのん、2月8日 - ）は日本の女性声優、歌手、アーティスト。フリー。
ファン名称は「のんすとっぱー」（2024年5月15日 志崎樺音Official Fanclub内 FC限定配信にて決定）

## 来歴
洗足学園音楽大学ロック＆ポップス・ヴォーカルコース卒業。
6歳から18歳のときまでピアノ、その他に書道を3年間とクラシック・バレエを2年間をそれぞれ習っていた。
2018年11月7日に開催された『Roselia Live Vier』から『BanG Dream!』シリーズの白金燐子役を担当。前任キャストの明坂聡美が突発性難聴により、バンドでの音楽活動が困難となったことによる後任キャストである。
2020年、第14回声優アワードにてRoseliaとして歌唱賞を受賞。
2022年1月には声帯浮腫の治療のため一時的に活動を休止。同年3月から活動を再開。
同年8月15日、『D4DJ』の渡月麗役を降板することが発表された。後任は入江麻衣子が務める。理由は諸般の都合とされ、詳細は公表されていない。
同年8月31日、エースクルー・エンタテインメントを契約満了のため退所し、9月1日からはフリーランスで活動することを発表され、YouTubeチャンネル『志崎樺音 Official YouTube Channel』を開設。
2023年1月6日、「志崎樺音オフィシャルファンクラブ」を開設。
2023年6月6日、デジタルトレカアプリ『Kanon Digital Collection』をリリース。
2023年9月17日、同年11月7日にシンガーとしてアーティストデビューすることを発表。
2023年11月7日、アーティストデビュー。同時に、1stデジタルシングル『prayer』をリリース。

## 人物
『BanG Dream!』などで共演している紡木吏佐、大塚紗英とは、「ヤバ会」と称し集まって食事などをしたりと、とても仲がいい。
2021年4月9日にKT Zepp Yokohamaで開催された大塚のワンマンライブ『SAE Vo.yage! vol.0 〜出航！〜』にはゲストとして出演した。
(本人によると)意外とアウトドア派。休日はよく散歩したり、自然の多いところに出かけることが多い。
好きな音楽は幅広く、洋楽からJ-POP, クラシックまで多岐にわたる。
好きな鳥はサンコウチョウ。個人イベントのグッズにも何度か描かれている。
辛い物が好きで、本人のSNSにもたびたび辛い調味料の写真や火鍋の写真などが上がっている。

## 出演
太字はメインキャラクター。

### テレビアニメ
2019年
- BanG Dream!（2019年 - 2022年、白金燐子〈2代目〉） - 2シリーズ + 1作品

2020年
- BanG Dream! ガルパ☆ピコ（2020年 - 2021年、白金燐子） - 2シリーズ
- D4DJ First Mix（2020年 - 2021年、渡月麗） - 1シリーズ+特別編

2021年
- ぷっちみく♪ D4DJ Petit Mix（渡月麗）

2023年
- BanG Dream! It's MyGO!!!!!（白金燐子）

### 劇場アニメ
- BanG Dream! FILM LIVE / 2nd Stage（2019年 - 2021年、白金燐子[13][14]） - 2作品
- 劇場版 BanG Dream! Episode of Roselia I・II（2021年、白金燐子[15]） - 2部作
- 劇場版 BanG Dream! ぽっぴん'どりーむ!（2022年、白金燐子）

### ゲーム
2019年
- バンドリ！ ガールズバンドパーティ！（2019年 - 2025年、白金燐子〈2代目〉）

2020年
- ロストディケイド（白金燐子）
- D4DJ Groovy Mix（2020年 - 2022年、渡月麗〈初代〉）

### ラジオ・配信番組
- R WORLD RADIO (2019年 - 2022年、NACK5[17])
- 中島由貴と志崎樺音のふたりげーむぷらす（2022年11月 - 2023年4月）[18]
- cookpadLive「ピリ辛スナック樺音」(2023年7月 - ) [19]
- 「志崎樺音の秘密基地」(2023年11月 - )
- OPENREC【小崎莉音の今日は楽しみたい！】（2024年5月 - ）

### 舞台
- 桜花浪漫堂 朗読劇「人間失格・紅」ツネ子役（2023年12月8日～11日[20]）
- 演劇ユニット【メイホリック】朗読劇「美術室に置き去りにされた天使」スノーフレーク役（2024年3月26日〜31日）
- SEPT fate to ReAnimation「Rebellion」（2025年10月3日〜13日〈予定〉）[21]

### その他コンテンツ
- マンガドア「バンドリ！ ガールズバンドパーティ！ Roselia Stage」（2021年、白金燐子[22]）
- pokka sapporo 「じっくりコトコトこんがりパン」 WEB CM MVソング『ご自愛エール/限界背徳の号哭』歌唱[23]

## ディスコグラフィ

### デジタルシングル
|        | タイトル | 発売日  | 収録曲  | 備考                                            |
| 2023年 | 2023年   | 2023年  | 2023年  | 2023年                                          |
| ------ | -------- | ------- | ------- | ----------------------------------------------- |
| 1st    | prayer   | 11月7日 | prayer  | 作詞：志崎樺音 作曲・編曲：cry'n                |
| 2024年 |          |         |         |                                                 |
| 2nd    | La Luna  | 2月8日  | La Luna | 作詞：志崎樺音 作曲：志崎樺音、サイトウショウタ |

### キャラクターソング
| 発売日   | 商品名                                                                                                   | 歌 | 楽曲 | 備考                                             |
| 2020年   | 2020年                                                                                                   | 2020年 | 2020年 | 2020年                                           |
| -------- | --- | --- | --- | ------------------------------------------------ |
| 1月29日  | Dig Delight!                                                                                             | Happy Around!                                                                                                 | 「Dig Delight!」 | 『D4DJ』関連曲                                   |
| 4月22日  | Direct Drive!                                                                                            | Happy Around!                                                                                                 | 「Direct Drive!」 | 『D4DJ』関連曲                                   |
| 6月24日  | Cosmic CoaSTAR                                                                                           | Happy Around!                                                                                                 | 「Cosmic CoaSTAR」 | 『D4DJ』関連曲                                   |
| 11月4日  | Happy Music♪                                                                                             | Happy Around!                                                                                                 | 「Happy Music♪」 「君にハピあれ♪」 | 『D4DJ』関連曲                                   |
| 2021年   | | | |                                                  |
| 1月20日  | D4DJ Groovy Mix カバートラックス vol.1                                                                   | Happy Around!                                                                                                 | 「恋愛レボリューション21」 「DAYS」 | ゲーム『D4DJ Groovy Mix』関連曲                  |
| 2月24日  | ぐるぐるDJ TURN!!                                                                                        | Happy Around! feat. KYOKO（愛美） & SAKI（紡木吏佐）                                                          | 「ぐるぐるDJ TURN!!」 | テレビアニメ『D4DJ First Mix』オープニングテーマ |
| 2月24日  | ぐるぐるDJ TURN!!                                                                                        | Happy Around!                                                                                                 | 「ぐるぐるDJ TURN!!」 | テレビアニメ『D4DJ First Mix』関連曲             |
| 2月24日  | ぐるぐるDJ TURN!!                                                                                        | D4DJ ALL STARS                                                                                                | 「LOVE!HUG!GROOVY!!」 | ゲーム『D4DJ Groovy Mix』主題歌                  |
| 2月24日  | WOW WAR TONIGHT〜時には起こせよムーヴメント〜                                                            | Happy Around!                                                                                                 | 「気分上々↑↑」 | テレビアニメ『D4DJ First Mix』挿入歌             |
| 2月24日  | 「ぐるぐるDJ TURN!!」&「WOW WAR TONIGHT〜時には起こせよムーヴメント〜」同時購入特典CD Happy Around! Ver. | Happy Around!                                                                                                 | 「Happy Around Days」 「ぎぶみーAwesome!!!!」 「Make My Style」                                                                                      | 『D4DJ』関連曲                                   |
| 2月24日  | 「ぐるぐるDJ TURN!!」&「WOW WAR TONIGHT〜時には起こせよムーヴメント〜」同時購入特典CD Peaky P-key Ver.   | Happy Around!                                                                                                 | 「HONEST-happy a word-」 | 『D4DJ』関連曲                                   |
| 2月24日  | 「ぐるぐるDJ TURN!!」&「WOW WAR TONIGHT〜時には起こせよムーヴメント〜」同時購入特典CD Photon Maiden Ver. | Happy Around!                                                                                                 | 「Brand New World」 | 『D4DJ』関連曲                                   |
| 3月17日  | SHUFFLE HEART BEAT                                                                                       | Happy Around!                                                                                                 | 「SHUFFLE HEART BEAT」 「はぁ〜い☆FORTUNE!」 | 『D4DJ』関連曲                                   |
| 7月21日  | D4DJ Groovy Mix カバートラックス vol.2                                                                   | Happy Around!                                                                                                 | 「ココロオドル」 「行くぜっ！怪盗少女」 | ゲーム『D4DJ Groovy Mix』関連曲                  |
| 8月28日  | なんてカラフルな世界！[D4DJ Remix]                                                                       | D4DJ ALL STARS                                                                                                | 「なんてカラフルな世界！[D4DJ Remix]」 | ゲーム『D4DJ Groovy Mix』関連曲                  |
| 9月15日  | Hey! Be Ambitious!                                                                                       | Happy Around!                                                                                                 | 「Hey! Be Ambitious!」 「ひらけ！GO MY WAY★」 | 『D4DJ』関連曲                                   |
| 11月24日 | D4DJ 6ユニット3rd Single連動購入特典CD                                                                   | Happy Around! with KYOKO（愛美）、SAKI（紡木吏佐）、RIKA（平嶋夏海）、TSUBAKI（加藤里保菜）、MIYU（反田葉月） | 「ぷっちみくパーチナィ！」 | テレビアニメ『ぷっちみく♪ D4DJ Petit Mix』主題歌 |
| 11月24日 | D4DJ 6ユニット3rd Single連動購入特典CD                                                                   | D4DJ ALL STARS                                                                                                | 「ぷっちみくパーチナィ！」 | 『D4DJ』関連曲                                   |
| 11月24日 | D4DJ 6ユニット3rd Single連動購入特典CD A ver.                                                            | Happy Around!                                                                                                 | 「ぷっちみくパーチナィ！」 | 『D4DJ』関連曲                                   |
| 2022年   | | | |                                                  |
| 1月26日  | D4DJ Groovy Mix カバートラックス vol.3                                                                   | Happy Around!                                                                                                 | 「めざせポケモンマスター」 「学園天国」 | ゲーム『D4DJ Groovy Mix』関連曲                  |
| 1月26日  | D4DJ Groovy Mix カバートラックス vol.3                                                                   | Happy Around! feat. 犬寄しのぶ（高木美佑）                                                                    | 「ウルトラリラックス」 | ゲーム『D4DJ Groovy Mix』関連曲                  |
| 4月27日  | D4DJ Groovy Mix カバートラックス vol.4                                                                   | Happy Around!                                                                                                 | 「バラライカ」 「Help me, ERINNNNNN!!」 | ゲーム『D4DJ Groovy Mix』関連曲                  |
| 7月20日  | はぴあら★はぴあれ★はぴあられ A ver.                                                                      | Happy Around!                                                                                                 | 「ラフ・ダイヤ・マジック」 「ふるふる♡ハートふる」 「パノラマリウム」 「HAPPIEST☆DREAM」 「ひらけ！GO MY WAY★ (はぴあら★はぴあれ★はぴあられ Remix)」 | 『D4DJ』関連曲                                   |
| 7月20日  | はぴあら★はぴあれ★はぴあられ B ver.                                                                      | Happy Around!                                                                                                 | 「君にハピあれ♪ (はぴあら★はぴあれ★はぴあられ Remix)」                                                                                               | 『D4DJ』関連曲                                   |
| 7月20日  | D4DJ Groovy Mix カバートラックス vol.5                                                                   | Happy Around!                                                                                                 | 「DIVE TO WORLD」 「Daydream café」 | ゲーム『D4DJ Groovy Mix』関連曲                  |
| 10月26日 | D4DJ Groovy Mix カバートラックス vol.6                                                                   | Happy Around!                                                                                                 | 「H-A-J-I-M-A-R-I-U-T-A-!!」 「PARTY☆NIGHT」 | ゲーム『D4DJ Groovy Mix』関連曲                  |
| 2023年   | | | |                                                  |
| 1月25日  | D4DJ Groovy Mix カバートラックス vol.7                                                                   | Happy Around!                                                                                                 | 「R.P.G.〜Rockin' Playing Game」 「ハッピー☆マテリアル」                                                                                             | ゲーム『D4DJ Groovy Mix』関連曲                  |

## ライブ・イベント

### イベント
| イベント名   | 日付     | 会場                                | 備考                                                                                                |
| 2020年       | 2020年   | 2020年                              | 2020年                                                                                              |
| ------------ | -------- | ----------------------------------- | --------------------------------------------------------------------------------------------------- |
| "NON" Stop   | 2月8日   | ニッショーホール                    | ゲスト：工藤晴香(1部)、三澤紗千香(2部)                                                              |
| 2021年       |          |                                     | |
| "NON" Stop Ⅱ | 3月13日  | Zepp Haneda                         | ゲスト：紡木吏佐(1部)、三澤紗千香(2部)                                                              |
| "NON" Stop Ⅲ | 10月16日 | ニッショーホール (旧ヤクルトホール) | ゲスト：夏芽(1部)、各務華梨(2部)                                                                    |
| 2023年       |          |                                     | |
| "NON" Stop Ⅳ | 4月2日   | 神田明神ホール                      | ゲスト：相羽あいな(1部)、中島由貴(2部) フリーとなって初のファンミーティング。                       |
| "NON" Stop Ⅴ | 7月9日   | TOKYO FMホール                      | ゲスト：小原莉子(1部) 1部はゲストを交えたバラエティパート、 2部は初の全編ライブパートとなっている。 |